# Aija Izaks
Aija Izaks, née le 27 juin 1969 à Karsava en Lettonie sous le nom de Aija Nagle, est une violoniste professionnelle et un mannequin.

## Biographie
Elle étudie la musique au Conservatoire Rimski-Korsakov de Saint-Pétersbourg et au  Conservatoire Emīls Dārziņš. Elle voyage et joue à travers le monde, empruntant de nombreux types et styles musicaux dont le baroque, le classique, populaire, romantique, Broadway, jazz, swing, blues, Country & Western, Fiddling, des musiques ethniques et autres. Avant de déménager aux États-Unis, elle est violoniste à l'Opéra national de Lettonie, ainsi qu'à plusieurs orchestres symphoniques dans le monde et joue avec divers groupes de musique de chambre, à la fois en tant que musicienne en groupe et en tant que soliste.
Elle déménage aux États-Unis en 1994 et en devient citoyenne.